# Somebody Waiting
Somebody Waiting ist ein US-amerikanischer Dokumentarfilm aus dem Jahr 1972. Der Film dokumentiert die schlechte Behandlung von geistig und körperlich behinderten Kindern im Developmental Center in Sonoma, Kalifornien und deren schrittweise Verbesserung.

## Handlung
Die Kameraperspektive und eine männliche Erzählstimme (James Daly) versucht das Leben der 77 Kinder im Corcoran Cottage aus deren Sicht zu schildern. Mit Blick auf die Decke und die Lampe, außer man wird bewegt. Dann kann man eventuell die Stangen der vielen Betten der anderen Kinder sehen. Die Kinder sind behindert, eines hat zum Beispiel Downs Syndrom, eins ist prämatur geboren und bekam bei der Geburt nicht genug Sauerstoff, was in einem Gehirnschaden resultierte. Bei anderen sind die Ursachen für die Behinderung unbekannt. Alle haben als Aussicht ihr ganzes Leben in einer Betreuungsanstalt zu verbringen. Timothy, ein Kind, das angeblich einen IQ von 10 hat, wird als hässliches Kind mit einer kurzen Lebenserwartung beschrieben und es wird gefragt, „Why bother?“. Das Gesetz schriebe vor, dass die Kinder am Leben erhalten werden müssen, bis sie einen natürlichen Todes sterben. Sie werden gefüttert und gepflegt. Sollte mehr für sie getan werden? ist eine Frage, die sich auch die Angestellten stellen. Die Therapeuten des Sonoma State Hospital sind für 3000 Patienten zuständig und konzentrieren sich auf Fälle, wo eine Verbesserung erwartet werden kann. Marie Fitzgerald, eine Krankenschwester, erzählt, dass vor zehn Jahren ihr Beruf darin bestand, die Kinder pflegerisch aufzubewahren, das heißt sie zu füttern, zu waschen, zu wickeln und neu zu positionieren. Ein Therapeut kam ungefähr einmal die Woche. Das war alles. Das frustrierte die Angestellten, da es keine Mittel und Wissen für Veränderung zur Verfügung standen. So beschlossen sie selbst das System zu verändern, anstelle auf Hilfe zu warten. Sie lernten von Joan Mohr, einer Physiotherapeutin, wie sie spastische Kinder beweglicher machen können und wie man die Kinder polstern kann, um deren Körper zu unterstützen. Sie begannen auch ein „Matten-Programm“, bei dem sie die Kinder auf Matten platzierten und mit ihnen physiotherapeutische Übungen machten, die deren Steifheit verminderte und manchen beibrachte, ihren Kopf zu heben.
Die Angestellten brachten auch Tiere in das Leben der Kinder. Der Film zeigt ein Huhn und ein Kaninchen, die zu Besuch sind. Manche Kinder verließen auch das Haus und waren unter freiem Himmel oder in einem Schwimmbassin. Freiwillige kamen, um zu helfen und die Familien wurden aufgefordert, am Leben der Kinder teilzunehmen. Es wird erzählt, dass die Kinder sich weiterentwickelten und sowohl deren Leben als auch das Arbeitsleben der Angestellten mehr Freude enthält. Zum Lied „Somebody Waiting“ werden Szenen aus dem Leben der Kinder heute gezeigt. Der Erzähler schließt ab mit „We’ll try not to forget.“

## Auszeichnungen
1972 wurde der Film in der Kategorie Bester Dokumentar-Kurzfilm für den Oscar nominiert.

## Hintergrund
Der Film hatte seine Premiere im November 1972 beim Chicago International Film Festival.